# Athlītikos Omilos Markopoulou
L'Athlītikos Omilos Markopoulou è una società polisportiva greca con sede a Markopoulo Mesogaias.
La polisportiva è attiva nei seguenti sport:
- pallavolo, con una squadra femminile e una maschile
- pallacanestro, con una squadra femminile e una maschile
- tennis
- judo
- tiro a segno